# آلبرت فیش (فیلم)
«آلبرت فیش» (انگلیسی: Albert Fish) یک فیلم مستند و زندگی‌نامه‌ای به کارگردانی جان بوروسکی است که در سال ۲۰۰۷ منتشر شد. این فیلم داستان زندگی آلبرت فیش، قاتل زنجیره‌ای و آدمخوار آمریکایی را روایت می‌کند. این فیلم علاوه بر مصاحبه‌ها، فیلم‌های دورهمی و عکس‌ها، بسیاری از جنایات فیش را در صحنه‌های بازسازی متعددی نیز بازآفرینی می‌کند. این فیلم همچنین آخرین اثر آنتونی جی است که هفت ماه قبل از اکران درگذشت.